# 우주상수 문제
우주상수 문제(cosmological constant problem) 또는 진공 재앙(vacuum catastrophe)은 관측된 진공 에너지의 밀도(우주상수)에 비해, 양자장론에서의 이론적 영점 에너지 값이 매우 큰 현상을 말한다.
플랑크 에너지의 차단 파장 등 일부 요소에 따라 달라지긴 하지만, 양자 진공 에너지가 우주상수에 주는 영향은 실제 관측치보다 이론값이 1050에서 10120배 가량 크며, 물리학계에서는 이를 "과학계를 통틀어 최대의 이론-실험 불일치 현상", "물리학 역사상 최악의 이론값"이라고 부르고 있다.

## 역사
진공 에너지가 중력적 효과를 나타낸다는 생각은 1916년 발터 네른스트까지 거슬러 올라간다. 네른스트는 이 값이 0이거나 0이나 다름없을 정도로 작아야 한다고 추정했다. 1926년 빌헬름 렌츠는 "관측된 파장 중 가장 짧은 파장(λ ≈ 2 × 10−11 cm)을 물질 밀도(u/c2 ≈ 106)로 변환한 값이 관측 가능한 우주의 곡률에 기여한다고 보면, 진공 에너지 밀도로 인해 관측 가능한 우주의 반지름이 달까지 닿지도 못할 정도가 될 것이다"고 계산하였다.
1940년대 양자장이론이 발달한 이후, 우주상수의 양자적 진동을 처음으로 계산한 사람은 1960년대 야코프 젤도비치였다. 양자역학에서는 진공 자체에서 양자 진동이 발생해야 하며, 일반 상대성이론에서는 이 양자 진동 자체가 우주상수를 이루는 에너지가 되는 것으로 본다. 하지만 이 방법으로 계산한 우주상수의 값은 실제로 관측된 값보다 크기 정도로 큰 차이가 난다. 초기 계산값은 크기 정도로 120~122 차이가 날 정도였으며, 현대 이론에 따라 로런츠 변환을 적용시키면 이 불일치는 크기 정도로 60 가량까지 줄어든다.
1980년대 급팽창 이론이 개발되며 우주상수 문제의 중요성이 대두되었는데, 이는 급팽창의 원인이 진공 에너지이기 때문에, 진공 에너지가 차이가 나면 우주 모형 자체가 달라지기 때문이다. 현대 우주론의 표준인 ΛCDM 모형에 따르면, 진공 에너지가 정확히 0이었던 적이 있다면, 우주팽창이 현재 관측되는 것처럼 가속 팽창하지 못한다.

## 차단 파장
진공 에너지의 값은 우주상수에 더해지는 형태인데, 이는 진공 자체가 양자역학적 압력을 음의 방향으로 가지고 있으며, 일반 상대성이론에서는 압력이 음수인 경우 '반발력'의 일종인 것으로 보기 때문이다. 대략적으로, 진공 에너지는 모든 양자역학 장에서, 바닥상태에서의 모든 상호작용을 계산한 다음, 최소한의 '차단 파장'에 도달하지 못하는 상호작용을 전부 제거하는 방식으로 계산하는데, 이는 현재의 물리학 이론이 특정 파장 이하에서는 물리적 현상을 제대로 설명하지 못하는 것을 반영하기 위해서이다. 에너지는 현재의 진공 상태와 장 사이의 상호작용에 따라 결정되기 때문에, 초기 우주에서는 진공 에너지가 다르게 나타났을 수도 있다. 예를 들어, 전자기약력 대칭이 깨지지 않았던 쿼크시대에는 진공 에너지가 현재와 크게 달랐을 것이다.

### 재규격화
양자장론에서 진공 에너지는 재규격화를 통해 임의의 값으로 정할 수 있는데, 이를 이용하면 우주상수를 단순히 이론적 유도가 불가능한 무차원 물리 상수로 취급할 수 있다. 하지만 이론물리학자 다수는 이 접근법을 단순히 문제를 무시하는 것과 마찬가지라고 보고 있다.

## 측정치
2015년 플랑크가 측정한 우주의 진공 에너지 밀도는 ρvac = 5.96×10−27 kg/m3 ≘ 5.3566×10−10 J/m3 = 3.35 GeV/m3로, 이를 기하학 단위계로 쓰면 2.5×10−47 GeV4이다.
2012년 파리 천체물리학 기구의 제롬 마르탱이 추정한 이론적인 진공 에너지 밀도는 108 GeV4이었는데, 이는 크기 정도로 55 차이가 난다.

## 제안된 해결책
일각에서는 인류 원리를 바탕으로, 서로 진공 에너지가 다른 다중 우주 중 진공 에너지가 매우 낮은 곳에만 인류와 같은 지성 생명체가 발달할 수 있었다고 주장한다. 이러한 주장은 1981년부터 등장하기 시작하였다. 1987년 스티븐 와인버그는 당시의 관측 데이터를 사용했을 때 우주 거대 구조가 생성될 수 있는 진공 에너지의 상한선이 너무 높아, 인류 원리적 설명이 맞지 않는다고 결론내렸으나, 이후 와인버그가 다시 계산한 결과에서는 상한선이 실제 암흑 에너지의 관측치와 비슷한 것으로 나타나기도 했다. 인류 원리적 설명은 암흑 에너지의 발견과 끈 이론 풍경의 개발을 거치며 어느 정도 지지를 얻었으나, 증명하기가 불가능에 가까울 정도로 어렵다는 단점을 갖고 있다. 인류 원리적 해석을 지지하는 연구자들도 우주의 구역별로 우주상수를 측정하는 방법에 대해 의견이 갈리어 있다.
일반 상대성이론에서 중력을 일부 수정하자는 제안도 있는데, 이는 현재까지의 실험 및 관측이 일반 상대성이론 및 ΛCDM 모형과 매우 정밀하게 일치하고, 이론을 수정할 경우 일치하지 않게 되는 문제가 있다. 또한, 이러한 수정 이론들은 우주상수가 왜 0에 가깝게 되는지는 설명할 수 있으나, 근본적으로 진공 에너지가 왜 우주상수를 크게 만들지 않냐는 문제는 해결하지 못해, 미완성 상태라는 평을 받고 있다. 이런 문제에도 불구하고, 실질적으로 더 나은 대안이 없다는 점에서, 우주상수 문제의 주요한 해결법으로 다루어지고 있다.
빌 운루 등 일부는 양자 진공의 에너지 밀도를 진동하는 양자장으로서 정확하게 계산하면 우주상수 문제가 발생하지 않는다고 주장하였으며, 조지 엘리스 등 일부는 유니모듈러 중력에서는 문제가 될 정도의 중력화가 원천적으로 발생하지 않는다고 보았다.
스탠리 브로스키와 로버트 슈록은 광전면 양자화에서는 양자장 진공의 값이 없는 것과 다름없는 수준으로 내려가, 양자 전기역학, 약한 상호작용, 양자 색역학이 우주상수에 기여하는 부분이 사라져, 편평한 시공간에서는 0이 될 것이라고 주장하였다.
2018년, 라그랑주 형식에서 대칭 파괴를 이용해 Λ의 값을 상쇄하는 기작이 제안되었는데, 이 이론에서는 일반 물질이 우주상수에 의한 효과를 상쇄하는 압력을 작용하고 있다고 본다. 이에 따르면, 양자장론에서 예측하는 만큼의 진공 에너지 자체는 발생하나, 중입자와 차가운 암흑물질만으로 크게 상쇄할 수 있다.
1999년 앤드류 코헨, 데이비드 카플란, 앤 넬슨은 CKN 한계로 인해 유효양자장론에서의 자외선 및 적외선 차단만으로도 우주상수의 이론값을 실제 값과 비슷한 수준까지 내릴 수 있다고 주장하였으며, 2021년에는 홀로그래피 원리를 통해 유효장 이론의 예측 결과를 유지하면서 CKN 한계에 따라 관측된 우주상수의 값을 유도할 수 있음이 밝혀졌다.

## 같이 보기
- 물리학의 미해결 문제 목록
- 자외선 파탄